# Blue Steel (missile)
Il missile Blue Steel era un'arma aria-superficie britannica, destinata ai bombardieri Vulcan e Victor, con gittata di oltre 160 km, velocità supersonica e, come indicato dal nome "Blue", con carica nucleare. Esso ebbe un servizio abbastanza lungo con la RAF, ma negli anni '70, dopo circa 10 anni, cominciò ad essere radiato, perché necessitava di un'alta quota di volo per essere lanciato a distanze elevate.

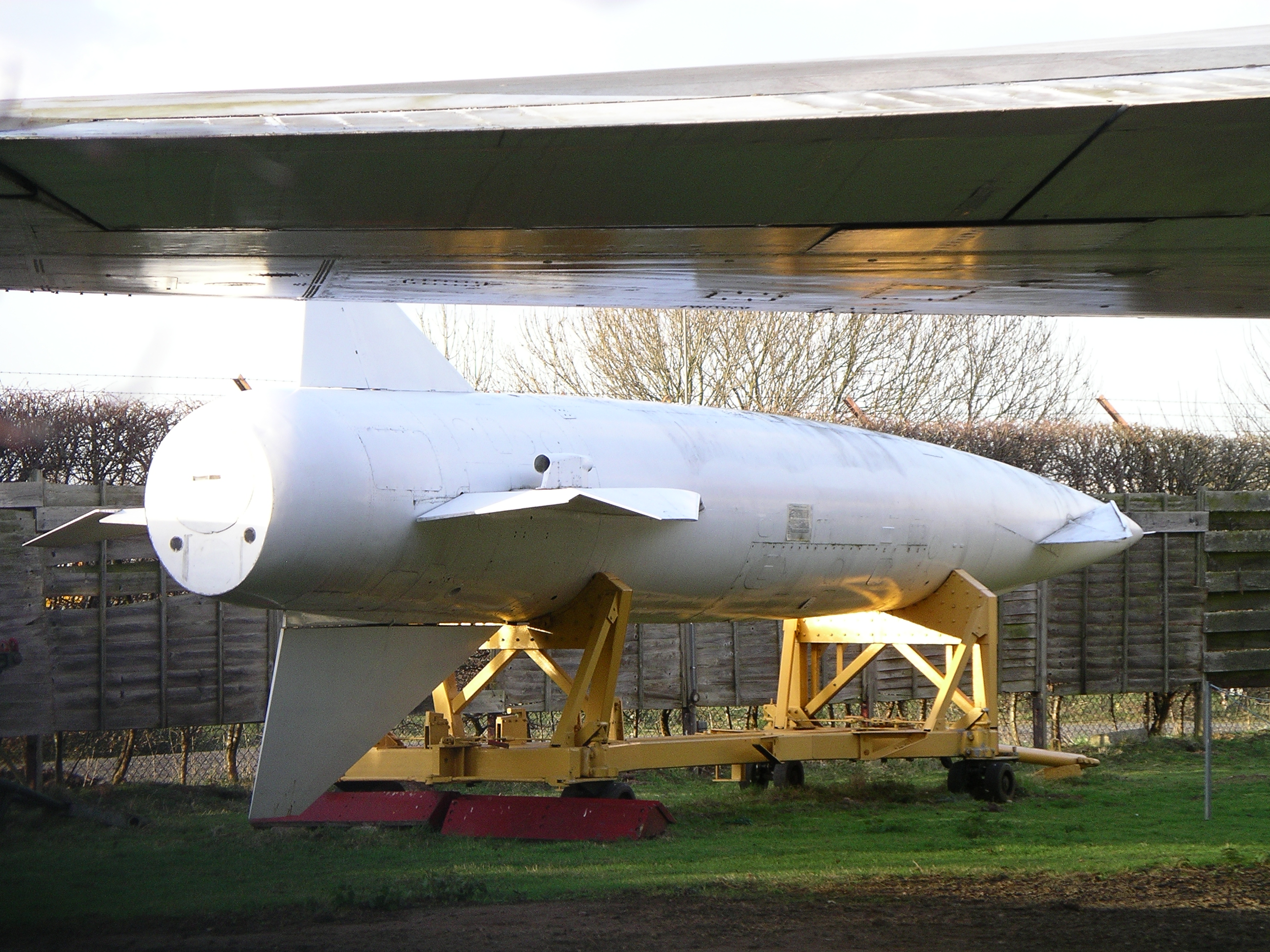
Blue Steel al Midland Air Museum

## Sviluppo
Lo sviluppo dell'ordigno incominciò nel 1954, quando il ministero della guerra britannico si rese conto della vulnerabilità dei propri bombardieri nucleari di classe V nei confronti delle difese anti-aeree del territorio sovietico.
Per questo venne realizzato il Blue Steel, un missile supersonico a testata atomica che permetteva ai bombardieri di sganciarlo in totale sicurezza a 50 miglia dall'obiettivo da distruggere.
La produzione dell'arma venne assegnata alla Avro, che già forniva alla Royal Air Force il bombardiere di classe V Avro Vulcan. Il sistema di guida elettronico venne invece sviluppato da una delle prime società di computer britanniche, la Elliot Brothers Ltd.
La cellula che doveva contenere la testata atomica è stata realizzata in acciaio inox, ed ha dato notevoli problemi di realizzazione, in quanto bisognava renderla resistente alle sollecitazioni che il missile riceveva alla velocità di mach 3. Anche il sistema elettronico causò notevoli problemi di sviluppo, in quanto richiedeva molta energia e generava troppo calore.
Nel 1963 il missile entrò in servizio, venendo dato in dotazione a 32 bombardieri classe V. Tuttavia, a causa delle prestazioni insoddisfacenti, il Blue Steel iniziò ad essere radiato a partire dal 1970. L'alto comando britannico aveva infatti deciso di sostituirlo con il missile sottomarino Polaris.